# Mutzschen
Mutzschen est une ancienne ville de Saxe (Allemagne), située dans l'arrondissement de Leipzig, dans le district de Leipzig. Avec effet au 1er janvier 2012, elle est rattachée à la ville de Grimma.